# Maggie's Centre, Dundee

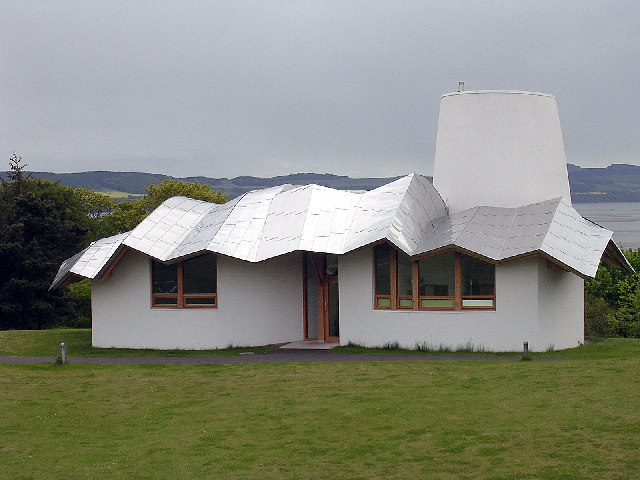
Maggie's Centre di Dundee

Il Maggie's Centre Dundee (Centro di Maggie) è un centro di assistenza per malati di cancro, costruito sui terreni del Ninewells Hospital a Dundee in Scozia nel 2003. Il nome Maggie è in memoria di Maggie Keswich Jencks, moglie dell'architetto Charles Jencks e intima amica di Frank Gehry, che era morta di cancro nel 1995.
La struttura fu progettata da Frank Gehry, con l'intento di creare, in alternativa all'ambiente istituzionale degli ospedali, un posto amichevole ed informale per gli ammalati. L'architetto canadese fece il progetto a titolo gratuito vista la forte amicizia che lo legava a Maggie. 